# Rilpivirina
Rilpivirina es un medicamento que se emplea para el tratamiento de la infección por el VIH (virus de la inmunodeficiencia humana), agente causante del sida.
Pertenece al grupo farmacológico de los antirretrovirales y se comercializa en forma de comprimidos de 25 mg. La utilización de este fármaco, al igual que otros antirretrovirales, puede favorecer la aparición de resistencias. Por esta razón, se recomienda no emplear la rilpivirina como terapia única sino en combinación con otros medicamentos.
Fue aprobado por la FDA en mayo del 2011, autorizado por la EMA en noviembre de 2011 y es comercializado en España por Janssen-Cilag desde febrero de 2013.
Se incluye dentro del grupo de inhibidores de la transcriptasa inversa no análogos de nucleósidos de segunda generación.
A pesar de que se ha probado que la supresión viral con tratamiento antirretroviral eficaz reduce sustancialmente el riesgo de transmisión sexual, no se puede excluir un riesgo residual. Se deben tomar precauciones, conforme a las directrices nacionales, para prevenir la transmisión.

## Farmacología
La rilpivirina es un inhibidor no nucleósido de la transcriptasa inversa. La transcriptasa inversa es una enzima crucial que le permite al virus VIH realizar su replicación. La rilpivirina no elimina el virus, pero al impedir su multiplicación, reduce sus niveles en sangre y mejora los síntomas derivados de la infección.

## Indicaciones
Su utilización está indicada en pacientes adultos, infectados por el VIH-1  (virus de la inmunodeficiencia humana tipo I), que no hayan recibido tratamiento previo con otros medicamentos antirretrovirales (naïve) y presenten una carga viral menor o igual a 100 000 copias por ml de sangre.
La rilpivirina se debe administrar siempre en combinación con otros medicamentos antirretrovirales. Siempre debe ser empleada en combinación con otros fármacos para evitar la aparición de resistencias.
Al igual que con otros medicamentos antirretrovirales, se debe usar una prueba de resistencias genotípicas como guía para su utilización.

## Presentación y posología
El medicamento se presenta en forma de comprimidos recubiertos con película de 25 mg. La posología recomendada es de un comprimido vía oral una vez al día. Es importante administrarla con una comida para alcanzar las concentraciones correctas del principio activo en el cuerpo.

## Características
Rilpivirina es una diarilpirimidina cuyo mecanismo de acción se basa en una inhibición no competitiva de la transcriptasa inversa.

## Efectos secundarios
Los efectos secundarios más frecuentemente observados han consistido en 
dolor de cabeza, 
náuseas, 
aumento de colesterol total y colesterol LDL, 
niveles aumentados de transaminasas y de amilasa en sangre.
Las reacciones adversas más frecuentes fueron 
aumento en el colesterol total y LDL y
amilasa pancreática en sangre, 
alteraciones en transaminasas, 
insomnio, 
dolor de cabeza, 
mareo y 
náuseas.

## Interacciones
Ciertos medicamentos pueden afectar a las concentraciones en sangre de rilpivirina cuando se toman a la vez y, en consecuencia, no se recomienda el uso de rilpivirina. Algunos de estos son los antiepilépticos, los antimicobacterianos, los inhibidores de la bomba de protones, la dexametasona y la hierba de San Juan (o hipérico).